# سوني ويمز
سوني ويمز (بالإنجليزية: Sonny Weems)‏ مواليد 8 يوليو 1986 في أركنساس، هو لاعب كرة سلة محترف أمريكي بدأ مسيرته الاحترافية في سنة 2008 حيث تم اختياره من قبل فريق شيكاغو بولز خلال الدرافت. يبلغ طوله 6 قدم 6 بوصة (2.0 م).

## فرق لعب لها
- دنفر ناغتس
- تورونتو رابتورز
- زالغيريس لكرة السلة
- نادي سسكا موسكو لكرة السلة
- فينيكس صنز
- فيلادلفيا سفنتي سيكسرز

## إحصائيات المسيرة

### الرابطة الوطنية لكرة السلة

#### الموسم الاعتيادي
| السنة   | الفريق                 | لعب | بدأ | دقيقة | ميداني% | ثلاثية | حرة  | ارتداد | صنع | استلاب | تصدي | نقطة |
| ------- | ---------------------- | --- | --- | ----- | ------- | ------ | ---- | ------ | --- | ------ | ---- | ---- |
| 2008–09 | دنفر ناغتس             | 12  | 0   | 4.6   | .320    | .000   | .375 | .3     | .3  | .1     | .0   | 1.6  |
| 2009–10 | تورونتو رابتورز        | 69  | 19  | 19.8  | .515    | .133   | .688 | 2.8    | 1.5 | .6     | .4   | 7.5  |
| 2010–11 | تورونتو رابتورز        | 59  | 28  | 23.9  | .444    | .279   | .766 | 2.6    | 1.8 | .6     | .0   | 9.2  |
| 2015–16 | فينيكس صنز             | 36  | 0   | 11.7  | .393    | .406   | .538 | 1.1    | 1.3 | .3     | .0   | 2.5  |
| 2015–16 | فيلادلفيا سفنتي سيكسرز | 7   | 0   | 11.1  | .333    | .222   | .500 | 1.7    | .3  | .0     | .0   | 2.4  |
| المسيرة |                        | 183 | 47  | 18.2  | .465    | .283   | .702 | 2.2    | 1.4 | .5     | .2   | 6.5  |

## روابط خارجية
- سوني ويمز على موقع الدوري الأوروبي لكرة السلة (الإنجليزية)
- سوني ويمز على موقع إن بي أي (الإنجليزية)
- سوني ويمز على موقع سبورتس رفرنس (الإنجليزية)
- سوني ويمز على موقع كرة السلة الأوروبية.كوم (الإنجليزية)
- سوني ويمز على موقع كلية كرة السلة في سبورتس رفرنس.كوم (الإنجليزية)
- سوني ويمز على موقع ريلجم (الإنجليزية)
- سوني ويمز على موقع بروبوليرز (الإنجليزية)
- سوني ويمز على موقع سبورتس رفرنس (الإنجليزية)
- سوني ويمز على موقع سبورتس رفرنس (الإنجليزية)